# 조안나 앤젤

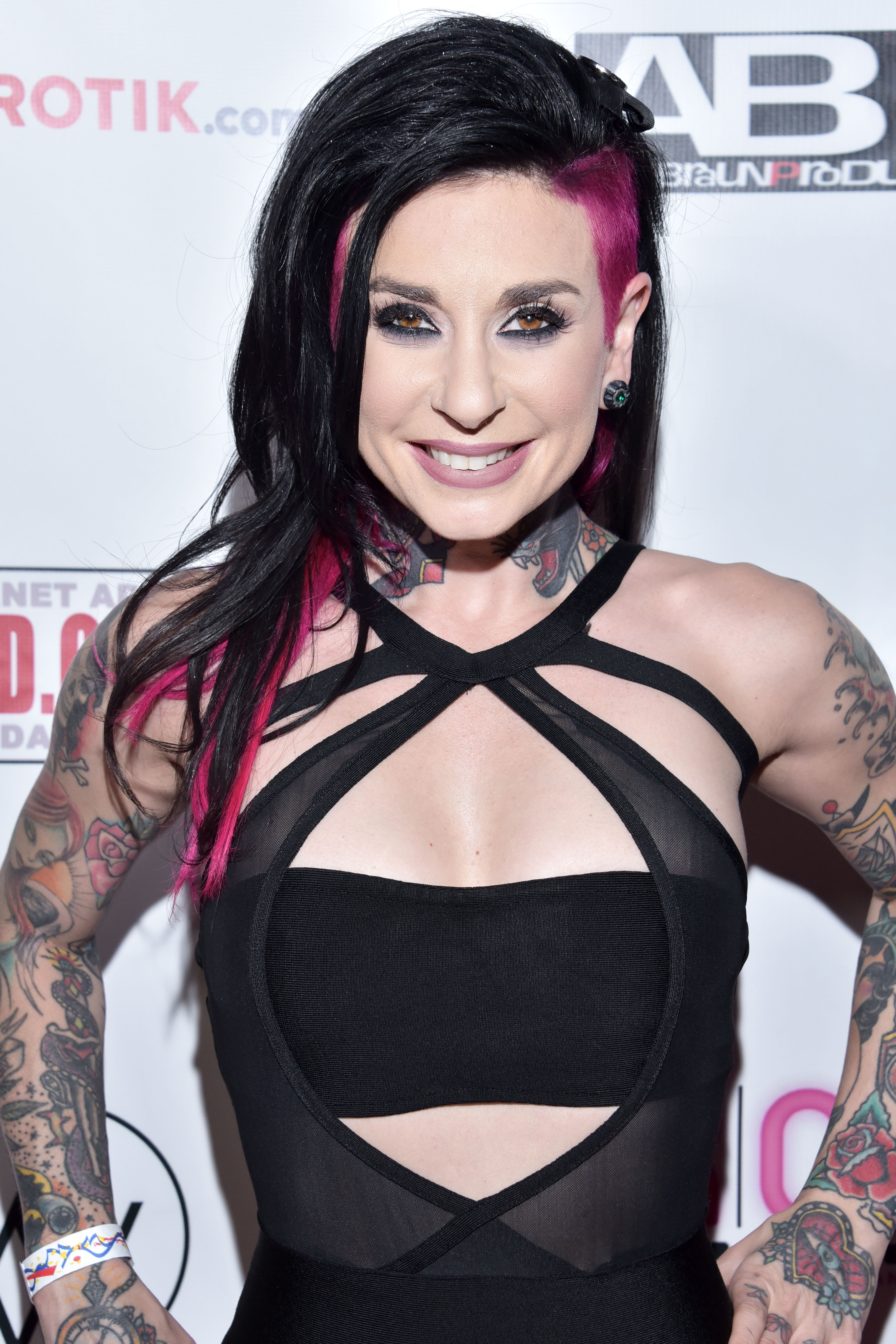
조안나 앤젤

조안나 앤젤 (Joanna Angel, 1980년 12월 25일 ~ ) 은 미국의 포르노 배우이다. 브루클린 출신.